# 1858年布拉德福德糖果中毒事件
1858年10月30日，英國布拉德福德發生食物中毒事件，一批意外摻有毒物三氧化二砷的糖果流入市面，不少人在進食後砷中毒，最終導致約20人死亡，200多人須接受中毒治療。
食物攙雜現象在中世紀前便已扎根英國。隨着城市化的加速，公眾已習慣於商店購買食物，加上政府監管不力，以致食物攙雜問題從1800年開始日益嚴重。為了減輕成本，不法之徒會在製造食品或飲料時加入各類混淆品。以糖果為例，由於當時糖價高企，不少糖果製造商會添加混淆品來替換部分糖。
1858年10月下旬，糖果供應商約瑟夫·尼爾指派跑腿，前往藥劑師查爾斯·霍奇森的店舖，打算購買替換糖的混淆品——石膏粉。臥病在床的霍奇森指示助手威廉·戈達德拿貨給客人，但戈達德在毫無戒心的情況下，誤把有毒的三氧化二砷交予客人。事故發生後，三人先後遭警方拘捕，被控誤殺罪。但是，法官最後判處三人無罪。中毒案引起公眾嘩然，並呼籲立法制止同類事件再次發生。最終，國會在1860年、1872年、1875年通過三項有關反食物攙雜的法例，亦在1868年推出管控毒藥銷售的法例。

## 背景

### 食物攙雜
食物攙雜現象在英國至少可以追溯至中世纪前；隨著城市化的加速，人們已習慣於商店購買食物，加上政府監管不力，以致食物攙雜問題從1800年開始日益嚴重。人們在食品中添加混淆品的主要原因是減輕成本：例如，在1858年糖的售價為每磅6½舊便士，但混淆品的成本不到每磅½舊便士。出身英國的亞瑟·希爾·哈索爾是位擅長食品分析領域的顯微鏡學家、化學家；1850年至1856年間，他檢查了約3000個食品樣本，發現至少65%攙雜其他物質。他把食物攙雜大致分為三類：一是無害添加，例如咖啡摻雜菊苣，在芥末添加麵粉，牛奶兌水等；稍為嚴重的是添加難以消化的成分，例如在茶葉中加入其他樹葉或灌木葉，或在麵包中加入明礬、石膏或白堊以確保產品亮白和延遲變質。最為嚴重的是在食品中添加危險成分，例如在芝士加入汞鹽，在醋加入硫酸甚至硝酸，在罐頭食品加入铜、锡、防腐剂，或者使用铅、砷等含劇毒的礦物著色劑。
不法之徒會利用各類綽號來稱呼不同的混淆品，例如代指添加到啤酒中的苦木和洋甘草混合物，指用於白蘭地和朗姆酒的含糖辣椒提取物，則指一種不透光的物質、用於混合了明礬和鹽的麵包中。另外也有一些未知代指物的綽號，如、等等。在約克郡西區的布拉德福德，似乎是指熟石膏粉、石灰粉或硫酸鹽粉。

### 砷與砒霜

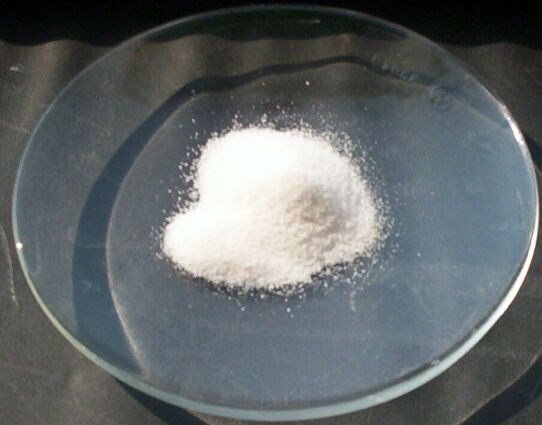
呈晶體狀的三氧化二砷

在维多利亚时代，由於砷生產成本低廉、化學性質穩定、又能產生鮮豔的色彩，因此備受商家青睞，多種家用產品均有其蹤，包括外用內服的藥物、衣物、蠟燭、壁紙、室內藝術飾品，也有商家利用其作為食品著色劑。另一方面，砷也被用作謀害他人的毒藥。醫學界、法律界以及公眾對於故意和意外的砷中毒十分關注，醫學期刊《刺針》在1860年更稱砷的慣常使用令法医毒理学難上加難。有見及此，英國政府於1851年通過《砷法》，以限制該化合物的不正規使用。它也是英國首部有關全國管制毒藥銷售的法律。法例訂明，砷只能售予成年人，買賣雙方必須在帳簿上簽名作實，每筆銷售的詳細信息（包括買方的姓名、住址、職業、購買目的、所需的量以及售出日期）都應記錄在案。如果賣方不清楚買方身份，則應該有見證人見證銷售。除非買方表明所需品並非用於農業，而是用於其他用途，否則任何人在出售砷前都必須將其混合煤灰或靛蓝來著色。政府未有規管誰人可以或不可出售砷，只要買賣保留記錄即可。
雖然法例規管了銷售方式，但沒有終結與砷相關的問題，也未能阻止它繼續廣泛地應用於家用品上。1860年，醫學期刊《刺針》上的一篇文章問道：
當一眾女士使用含砷化妝品時；當糖果商出售含砷甜點時；當裱糊匠在我們的牆上掛滿含砷簾子時；當空氣中充滿細小的含砷粉塵時；最重要的是，當化學家把含砷牙粉標籤為含汞牙粉出售時，如何判定為砷中毒？
三氧化二砷，俗稱砒霜，是種工業生產的无机化合物，分子式As
2O
3。它通常以白色粉末或透明晶體（類似於糖或沙子）形式存在。它主要被用作殺蟲劑、木材和鞣革防腐劑、以及製造其他砷化合物和玻璃。三氧化二砷以透明晶體存在時幾乎無味，但在溶液中其氣味非常微弱，最初帶有甜味，後來則略帶金屬味。

## 事發經過

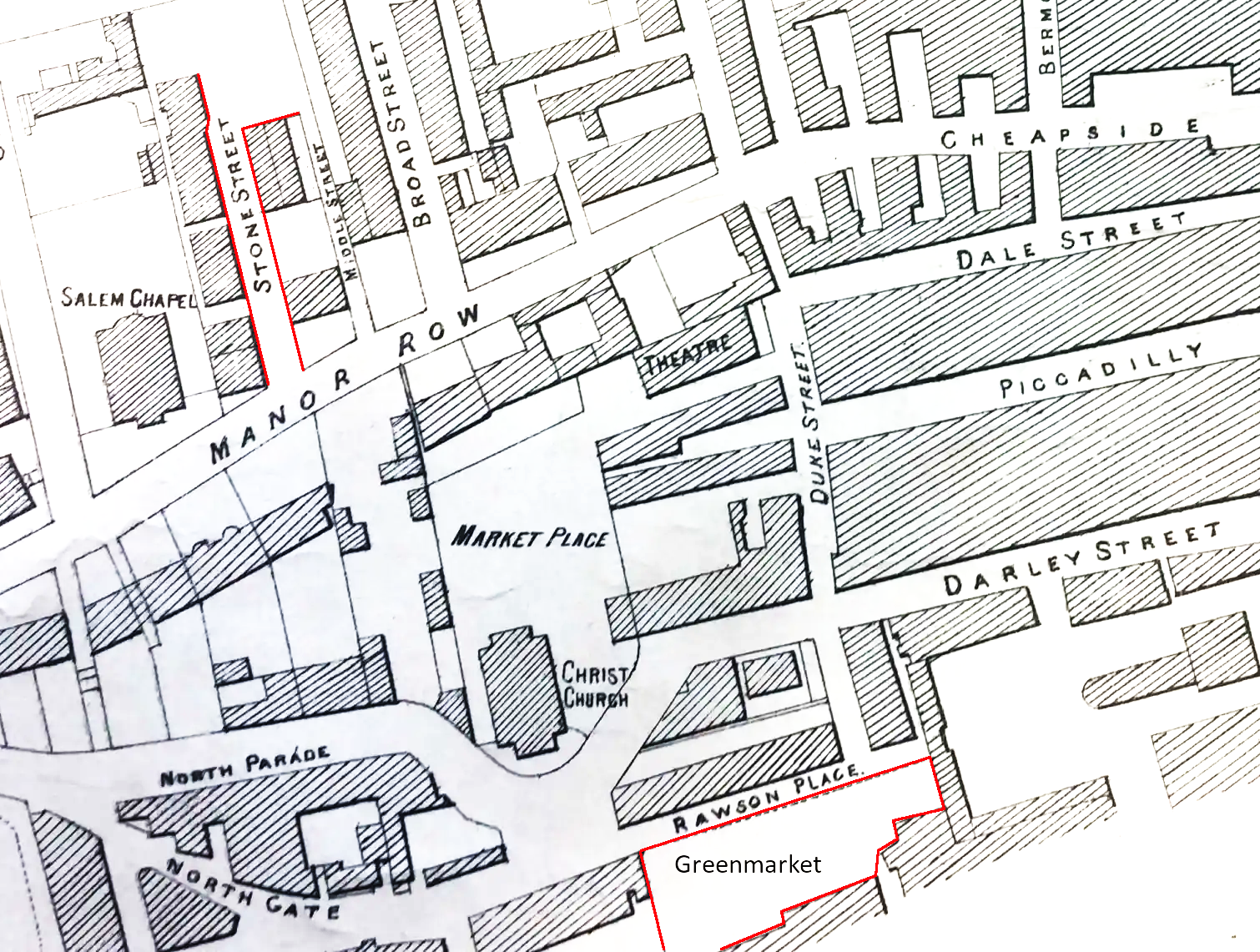
1863年的巴拉福特部分區域的地圖，顯示了石街和綠色市集的位置

威廉·哈德克（William Hardaker），當地人稱為「硬糖比利」（Humbug Billy），是位糖果經銷商，時常在布拉德福德每逢周六舉行的綠色市集（Greenmarket）擺攤出售薄荷糖。哈德克會從供應商約瑟夫·尼爾（Joseph Neal）購入糖果。尼爾通常在石街（Stone Street）的藥局為哈德克備貨。這種薄荷糖的製法是，先把薄荷油與糖、水、樹膠混合，製成糊狀後放在木板上晾乾，然後切成菱形狀。由於糖價極其昂貴，在當時甚至被稱為「白色黃金」（white gold），因此不少糖果製造商訴諸摻雜。尼爾也是其中一員，他會用石膏粉來替換部分糖；後來他為自己的行為辯護時更稱：「我只是用一磅，但總會有人用一噸」
1858年10月25日，尼爾預定要為哈德克製作一批薄荷糖，供後者售賣。但碰巧代替部分糖的（即石膏粉）已經用完，因此尼爾指派跑腿詹姆斯·阿徹（James Archer）到大約8.0（5英里）外的希普利，向藥劑師查爾斯·霍奇森（Charles Hodgson）進貨。霍奇森當時臥病在床，因此值班的是其助手威廉·戈達德（William Goddard）。時年18歲的戈達德在霍奇森手下工作僅數星期，希望能成為其學徒。由於戈達德不清楚什麼是，於是他進房詢問霍奇森，獲告知這是種白色粉末，存放在閣樓角落的一個沒有標籤的木桶內。接著，戈達德前往閣樓，並從木桶取出5.4（12英磅）粉末予阿徹。不幸的是，閣樓存放了兩個沒有標籤的木桶，一個裝有，另一個裝有同樣是白色粉末狀的三氧化二砷。戈達德事前未被警告閣樓存放了另一桶同樣沒有標籤的白色粉末狀毒藥，因此他在毫無戒心的情況下，把錯誤的「白色粉末」交予客人。
尼爾僱用了經驗豐富的糖果製造商詹姆斯·阿普爾頓（James Appleton）來製作薄荷糖。阿普爾頓也沒有發現這次所用的有問題；他把18（40英磅）糖、5.4（12英磅）三氧化二砷、1.8（4英磅）樹膠和薄荷油混合，製成25（56英磅）薄荷糖。尼爾和阿普爾頓均認為這批糖果並不尋常，前者有感這次的乾燥時間比以往較長，後者則稱混合物比之前的更為順滑、製成品的成色也比之前的更深色。阿普爾頓在製作期間生病，並出現嘔吐症狀；尼爾偶爾會品嚐薄荷糖來檢查質素，隨後也出現嘔吐症狀。但是，兩人都沒有將自己的症狀歸因於糖果。
10月30日，哈德克向尼爾取貨，期間前者也發現糖果顏色與之前的批次有出入。鑑於成色問題，經協商後，哈德克以每磅7½舊便士向尼爾購入18（40英磅）薄荷糖，每磅比平常價格便宜了½舊便士。哈德克隨即在當日的綠色市集擺攤，標價每57克（2盎司）1½舊便士。擺攤時，哈德克吃了一顆糖果；大約下午5點30分，他感到身體不適，於是拜託助手看守攤位，自己則回家。攤位於晚上11點30分關門，此時已售出大約1000顆糖果。

## 後續
1858年10月31日上午，巴拉福特警方接報，9歲男孩伊利亞·賴特（Elijah Wright）和14歲男孩約瑟夫·斯科特（Joseph Scott）在昨晚突然死亡。醫生初步認為他們是死於霍亂；由於當時英國正值霍亂大流行，加上霍亂和砷中毒的症狀類似（如呕吐、腹痛、腹瀉），因此醫生誤診砷中毒為霍亂是常見錯誤。後來，警方接獲更多報案，故指派警員坎貝爾（Campbell）調查。坎貝爾發現死者生前曾經購買糖果，因此去了哈德克的家，查封剩餘的存貨，惟重量不到16（36英磅）。坎貝爾根據線索，前往尼爾家中，檢獲170克（6盎司）的糖果碎塊。警探威廉·伯尼斯頓（William Burniston）隨後加入調查，並與尼爾一同前往藥劑師霍奇森的所在地。經詢問後，戈達德指出他當日從哪個木桶取出粉末，但霍奇森卻稱該桶裝有三氧化二砷，伯尼斯頓隨即逮捕戈達德。

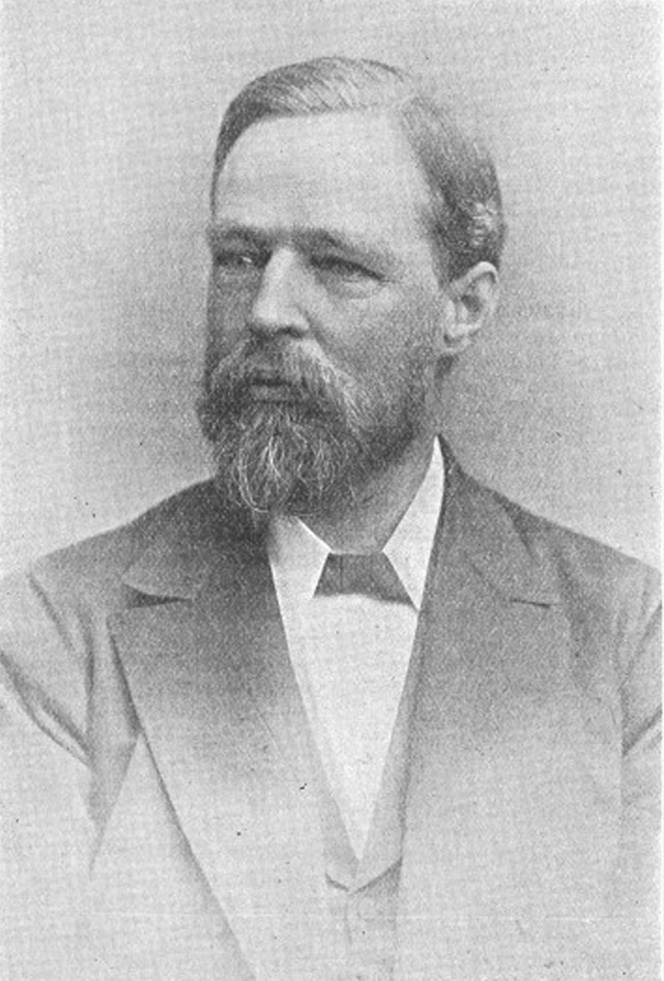
約翰·亨利·貝爾，其中一位治療中毒者的當地醫生

警察局長威廉·萊弗拉特（William Leveratt）一直留意事態發展，並派人在鎮上搖鈴警告民眾有關毒糖果的危險。另外，警方也連夜印製告示，並在全鎮各處張貼，供民眾早上查看，同時呼籲他們把剩餘的糖果上交。當地醫生約翰·亨利·貝爾在調查時發現砷，推測病人並非感染霍亂而是砷中毒。保險起見，他把病人購買的糖果交給分析化學家檢驗，而得出的結果證實了他的推測。貝爾在這次事件中治療了60名患者。
到了11月1日中午，單在巴拉福特，因誤食毒糖果而死亡的人數上升至12人，另有78人危殆。警方返回尼爾的住所，並進行徹底搜查，結果在製作糖果時使用的烘乾板上，發現數百塊糖果碎塊。尼爾的妻子承認她發現了其他糖果碎塊，並把它們扔進火中毀屍滅跡，她又曾到訪丈夫的店舖，帶回數袋裝有薄荷糖（或其碎塊）的混合糖果。尼爾一度逃離現場，警方隨即展開追捕，最終在家中廚房發現他。同日，警方把戈達德押至地方法院，法官下令還押候審。2日，法院召開死因裁判，法官也下令把霍奇森還押候審。
11月3日，雖然尼爾已獲保釋外出，但法官下令逮捕他。分析化學家菲利克斯·里明頓（Felix Rimmington）在庭上作供時稱，他分析了少部分樣本，初步估計每顆糖果內含620毫克（9.5格令）砷，補充時又稱只需290毫克（4.5格令）便足以殺死一名成年男性。經多次分析後，里明頓發現每顆糖果重量約為2,820毫克（43.5格令），砷含量從710—1,040毫克（11—16格令）不等，意味著每顆糖果有三分之一由砷構成。截至當日，據報已有15人因誤食毒糖果而亡，其中11人屬兒童，另有13人病危，150位病人沒有性命危險。
11月5日，地方法院再次開庭，決定將三名被指控犯有誤殺罪的疑犯，送往約克巡迴法庭接受審判。戈達德的保釋金為100英鎊，尼爾和霍奇森則為200英鎊。截至當日，死亡人數已上升至17人，196人確診砷中毒。最終，約20人死於毒糖果之下，200多人須接受中毒治療。
12月9日，巡迴法庭開庭，由法官巴倫·華倫（Baron Warren）審理。法官在開場白中指示尼爾毋須答辯，稱他在購買三氧化二砷或製作糖果時均有不在場證據，因此駁回對他的指控。法官又認為戈達德在此事只是遵從主人的指示，他亦毋須答辯，指控同樣遭到駁回。至於霍奇森，法官認為針對他的指控應該成立，因此霍奇森將在同月稍後時間接受審判。21日，霍奇森因涉嫌誤殺7歲女童伊麗莎白·瑪麗·米奇利（Elizabeth Mary Midgley）而受審。庭上辯方律師盤問戈達德，後者供稱霍奇森曾經向他指出哪個木桶裝有三氧化二砷，並著他打醒十二分精神。在聽取一些證供後，法官宣稱若要判定犯人有罪，就必須要有疏忽發生，但他不認為其中有任何疏忽存在，而被告也有曾警告年輕助手哪個木桶裡裝有毒藥。因此，法官終止了審訊程序，指示被告毋須答辯，而陪審團也宣判犯人無罪。
庭審過後，法院釋出判決書，內裏寫道：
整宗事件中唯一真正的犯罪行為，是法律所無法觸及的——食物攙雜行為，以及為此目的而衍生的。如果這場災難給了我們教訓，那麼它就不會是無意義。

## 影響
公眾對這宗事件極為反感，不少人以致函報社、或在公開會議、甚至向國會請願抒發感受，並呼籲立法制止同類事件的發生。有報社更刊登一封署名「一位市民」的來信，不滿糖果商人為了利益而犧牲公眾健康，更稱「除非我們制定法律，將這種最不誠實的攙雜行為列為刑事罪行，否則我們將無法根除這種弊端」。雖然大多數國會議員原則上同意有必要取締攙雜行為，並懲罰涉事者，但對於採用何種措辭、訂定何種準確條文才能最有效地達到目的，卻是猶豫不決。最終在1860年，《地方政府預防食品或飲料攙雜法令》獲國會通過並得到御准，成為法律。糖果歷史學家亞歷克斯·哈欽森（Alex Hutchinson）稱，德國化學家弗里德里希·阿庫姆早在1820年便已撰書，提醒消費者食物可能存在混淆品，但當權者遲遲未有立法保護人民，巴拉福特事件只是壓垮駱駝的最後一根稻草。法律學者吉莉恩·倫敦（Jillian London）認為，儘管巴拉福特事件並非1860年法案通過的唯一原因，但它確實有助於提高公眾對於食物攙雜的意識，以及激起公眾的憤慨。
法例規定，處罰將適用於：
任何人在出售食品或飲料時，明知該食品或飲料混有對人體健康有害的任何成分或材料，或將任何攙雜或不純淨的食品或飲料，充當純淨或未攙雜的食品或飲料而出售……
然而，政治經濟學家賽巴斯汀·里烏（Sébastien Rioux）指出，該法例只是適用於將攙雜食品冒充純淨食品出售的情況，換言之法例針對的是歪曲食品性質的行為，而非篡改食品本身，因此在減少或防止攙雜方面完全無效。醫史學家詹姆斯·C·沃頓（James C. Whorton）也稱法例條文過於含糊，而且刑罰過低（違法僅罰款5英鎊），未能起到阻嚇作用，直指其對於防止攙雜「幾乎毫無用處」。
值得一提的是，皇家藥劑師協會曾經在1857年和1859年反對政府推動毒藥法案，認為相關條文應由協會撰寫。而在事件發生後，協會宣稱該案最終凸顯了確保藥物和消費品安全的重要性。1868年《藥劑業法》出台，它限制只有合資格的藥劑師和藥商才能銷售毒藥和危險藥物，而且確立了毒藥銷售的監管框架。另一方面，國會在1872年再次通過一項關於食品攙雜的法案——《禁止食品、飲料與藥品攙雜法》，除了把1868年藥劑業法的內容包含在內，也加強了懲罰力度。1875年，國會通過《食品和藥品銷售法》，構成了首個全面性的框架、旨在規管合法與非法的食品攙雜問題。法律學者沈幼倫認為，這些法律有效地遏制充斥在英國的食品攙雜現象，捍衛消費者的利益和健康。歷史學家蘭教材則稱，在1875年後，英國的食物攙雜問題顯著減少，民眾常用的食品、藥品的質素也有改善。

## 另見
同樣發生在英國（或其屬地）的砷中毒事故：
- 裕成辦館毒麵包案
- 1900年英國啤酒中毒事件（英语：1900 English beer poisoning）

## 備註
1. 1 2  死亡人數因來源而不同，有的報稱20人[36][46]，有的則稱21人[49][50]。
2. ↑  按照英國零售物價指數來計算，1858年的6½舊便士，相當於2023年的8.26英鎊。而1858年的½舊便士，則相當於2023年的0.64英鎊。[4]
3. ↑  沃頓認為這點存在爭議，稱裝有三氧化二砷的木桶應有標籤，只不過位於桶底。[26]
4. ↑  按照英國零售物價指數來計算，1858年的7½舊便士，相當於2023年的10英鎊。[4]
5. ↑  按照英國零售物價指數來計算，1858年的1½舊便士，相當於2023年的1.91英鎊。[4]
6. ↑  按照英國零售物價指數來計算，1858年的100英鎊，相當於2023年的12,700英鎊。而1858年的200英鎊，則相當於2023年的25,400英鎊。[4]
7. ↑  原文為：
8. ↑  原文為：[58]
9. ↑  按照英國零售物價指數來計算，1860年的5英鎊，相當於2023年的590英鎊。[4]
10. ↑  原文為：
11. ↑  原文為：

## 腳注
1. ↑  Whorton 2010，第141頁.
2. 1 2 3  Otter 2020，第103頁.
3. 1 2 3 4  Emsley 2005，第100頁.
4. 1 2 3 4 5  见英国零售价指数，数据来自Clark, Gregory. . MeasuringWorth. 2017  [2022-06-11].
5. ↑  Price 2018.
6. 1 2 3 4  Monier-Williams 1951，第363頁.
7. ↑  Whorton 2010，第142-143頁.
8. ↑  Monier-Williams 1951，第363-364頁.
9. ↑  Wilson 2008，第163-164頁.
10. 1 2 3 4 5  Whorton 2010，第161頁.
11. 1 2 3 4 5 6 7  Jones 2000.
12. ↑  Bartrip 1994，第895頁.
13. 1 2 3 4  Foxcroft 2007，第103頁.
14. 1 2 3 4  Holloway 1995，第94頁.
15. ↑  Legislation UK 1851.
16. ↑  Bartrip 1994，第894頁.
17. ↑  The Lancet 1860.
18. ↑  游 2007.
19. 1 2 3  Cooper 1996，第177頁.
20. ↑  Tiekink 2010，第295頁.
21. ↑  Witthaus 1919，第112-113頁.
22. 1 2 3 4 5 6 7 8 9 10  Cunningham 2016.
23. ↑  Davis 2009，第487頁.
24. 1 2  Sheeran 1992，第13頁.
25. 1 2 3  Mead 2021.
26. 1 2 3 4  Whorton 2010，第140頁.
27. ↑  Sheeran 1992，第13-14頁.
28. 1 2 3  Holloway 1991，第227頁.
29. 1 2 3  Sheeran 1992，第14頁.
30. 1 2  London 2014，第326頁.
31. 1 2  Sheeran 1992，第16頁.
32. 1 2 3  Whorton 2010，第162頁.
33. 1 2  Emsley 2005，第101頁.
34. ↑  The Pharmaceutical Journal 1858，第340頁.
35. 1 2 3  The Pharmaceutical Journal 1858，第341頁.
36. 1 2 3 4 5 6 7  Potts 2023.
37. ↑  Cullen & Reimer 2017，第87, 192頁.
38. ↑  Whorton 2010，第64頁.
39. 1 2 3  Sheeran 1992，第18-19頁.
40. 1 2 3 4  Sheeran 1992，第23頁.
41. 1 2  Sheeran 1992，第19頁.
42. 1 2 3  British Medical Journal 1906.
43. 1 2  Sheeran 1992，第17頁.
44. 1 2 3  Sheeran 1992，第19-20頁.
45. 1 2  The Times 1858b.
46. 1 2 3  The Pharmaceutical Journal 1858，第342頁.
47. ↑  The Times 1858c.
48. 1 2 3  The Times 1858d.
49. 1 2 3  Robinson 2020.
50. ↑  Whorton 2010，第163頁.
51. 1 2 3 4 5 6  Sheeran 1992，第25頁.
52. 1 2 3  The Sheffield Daily Telegraph 1858.
53. 1 2 3 4  London Morning News 1858.
54. 1 2 3  Whorton 2010，第165頁.
55. 1 2  London 2014，第327頁.
56. ↑  Postgate 2001，第46頁.
57. 1 2 3  沈 2013.
58. 1 2  Chisholm 1911.
59. ↑  Rioux 2019，第70頁.
60. ↑  Whorton 2010，第166頁.
61. ↑  Berridge 1999，第114頁.
62. ↑  Rioux 2019，第71頁.
63. ↑  兰 2022，第43頁.
64. ↑  Rioux 2019，第73頁.
65. ↑  兰 2022，第49頁.

## 外部連結
- Dying for a Humbug, the Bradford Sweets Poisoning 1858（页面存档备份，存于）（英文）